# 康岐
康岐（1870年—1932年），字凤雏，甘肃宁远龙泉康家庄人。清末武进士。
康岐之父康国栋，光绪十五年（1889年）乙丑科武举人。康国栋为人豪爽，在乡里教授武学。他曾资助甘谷举人王海涵上京应试，海涵考中戊戌科进士。康岐自幼随父学习武术，弓马娴熟，膂力过人。光绪二十四年（1898年），康岐考中戊戌科三甲武进士。授官四川督标营千总。调任平凉镇守使。康岐目睹时政日坏，无意做官，在家躬耕不出。
康岐乡居期间，热心公益，曾组织乡民，整修渠道。民国十一年（1922年），出资兴建共和小学，并任校长。民国十七年（1928年），当地大旱，康岐开仓赈济。康岐以武进士之名及江湖豪气，吸引许多少年前来拜师学艺。弟子中以康景文最为知名。
今日，康家庄有康岐武学传人研究会。当地保存两张据传是康岐生前使用过的弓。民间又有诗曰：“进士万民颂，武留天地间。辈辈有高手，代代出英贤。”